# كربال متكور
كربال متكور (الاسم العلمي:Ifloga glomerata) هو نوع من النباتات يتبع جنس الكربال من الفصيلة النجمية.